# Justin Bijlow
Justin Bijlow (sinh ngày 22 tháng 1 năm 1998) là một cầu thủ bóng đá người Hà Lan hiện thi đấu ở vị trí thủ môn cho câu lạc bộ Feyenoord và đội tuyển quốc gia Hà Lan.